# Bretigney
Bretigney é uma comuna francesa na região administrativa de Borgonha-Franco-Condado, no departamento de Doubs. Estende-se por uma área de 1,83 km². Em 2010 a comuna tinha 74 habitantes (densidade: 40,4 hab./km²).